# Wilfred Waters
Wilfred „Wilf“ Waters (* 4. Januar 1923 in Wandsworth; † 2006 in Surrey) war ein britischer Radrennfahrer.

## Sportliche Laufbahn
Er war Teilnehmer der Olympischen Sommerspiele 1948 in London. In der Mannschaftsverfolgung gewann er mit seinen Teamkameraden Tommy Godwin, Dave Ricketts und Robert Alan Geldard die Bronzemedaille. Waters und seine Mannschaftskollegen erhielten ihre olympischen Medaillen mit der Post zugeschickt, da die Organisatoren diese zur Siegerehrung vergessen hatten.

## Familiäres
Sein älterer Bruder Reginald Waters war ebenfalls Radrennfahrer.